# Lindesbergs landsfiskalsdistrikt
Lindesbergs landsfiskalsdistrikt var 1918–1964 ett landsfiskalsdistrikt i Örebro län, bildat som Lindes landsfiskalsdistrikt (även skrivet Linde landsfiskalsdistrikt) när Sveriges indelning i landsfiskalsdistrikt trädde i kraft den 1 januari 1918, enligt beslut den 7 september 1917. Namnet ändrades 1 september 1948 till Lindesbergs landsfiskalsdistrikt. Den 1 januari 1965 avskaffades i Sverige samtliga landsfiskaler och landsfiskalsdistrikt, och deras arbetsuppgifter delades upp på de nyskapade indelningarna polisdistrikt, åklagardistrikt och kronofogdedistrikt.
Landsfiskalsdistriktet låg under länsstyrelsen i Örebro län.

## Ingående områden
När Sveriges nya indelning i landsfiskalsdistrikt trädde i kraft den 1 oktober 1941 (enligt kungörelsen den 28 juni 1941) lämnades Lindes landsfiskalsdistrikt opåverkat, men regeringen anförde i kungörelsen att den ville i framtiden besluta om Lindesbergs stads förenande med landsfiskalsdistriktet. 1 januari 1948 införlivades staden Lindesberg i landsfiskalsdistriktet, dock med bibehållande av stadsfiskalstjänsten i staden. Åklagarmyndigheten i staden skulle fortsatt utövas av stadsfiskalen. 1 september 1948 förenades staden med distriktet även i åklagarhänseende, och tillhörde då i alla avseenden landsfiskalsdistriktet, samtidigt som stadsfiskalsjänsten i Lindesberg upphörde. Samma datum ändrades distriktets namn till Lindesberg. När Sveriges nya indelning i landsfiskalsdistrikt trädde i kraft den 1 januari 1952 (enligt kungörelsen 1 juni 1951) ändrades distriktets omfattning.

### Från 1918
Lindes och Ramsbergs bergslag:
- Linde landskommun
- Ramsbergs landskommun

### Från 1948
- Lindesbergs stad (dock inte i åklagarhänseende)

Lindes och Ramsbergs bergslag:
- Linde landskommun
- Ramsbergs landskommun

### Från 1 september 1948
- Lindesbergs stad

Lindes och Ramsbergs bergslag:
- Linde landskommun
- Ramsbergs landskommun

### Från 1 januari 1952
- Linde landskommun
- Lindesbergs stad